# Dexia basifera
Dexia basifera là một loài ruồi trong họ Tachinidae.